# گیاه‌نشانه‌شناسی
گیاه‌نشانه‌شناسی (به انگلیسی: Phytosemiotics) شاخه‌ای از زیست‌نشانه‌شناسی است که فرآیندهای نشانه‌ای در گیاهان یا به‌طور گسترده‌تر، نشانه‌وری رویشی را مطالعه می‌کند. نشانه‌وری رویشی نوعی از فرآیندهای نشانه‌ای است که در سطح سلولی و بافتی رخ می‌دهد، از جمله شناسایی سلولی، درک گیاه، انتقال سیگنال گیاهی، ارتباطات بین سلولی، فرآیندهای ایمنی و غیره.
اصطلاح «گیاه‌نشانه‌شناسی» توسط مارتین کرامپن در سال ۱۹۸۱ معرفی شد.